# رودوبيس

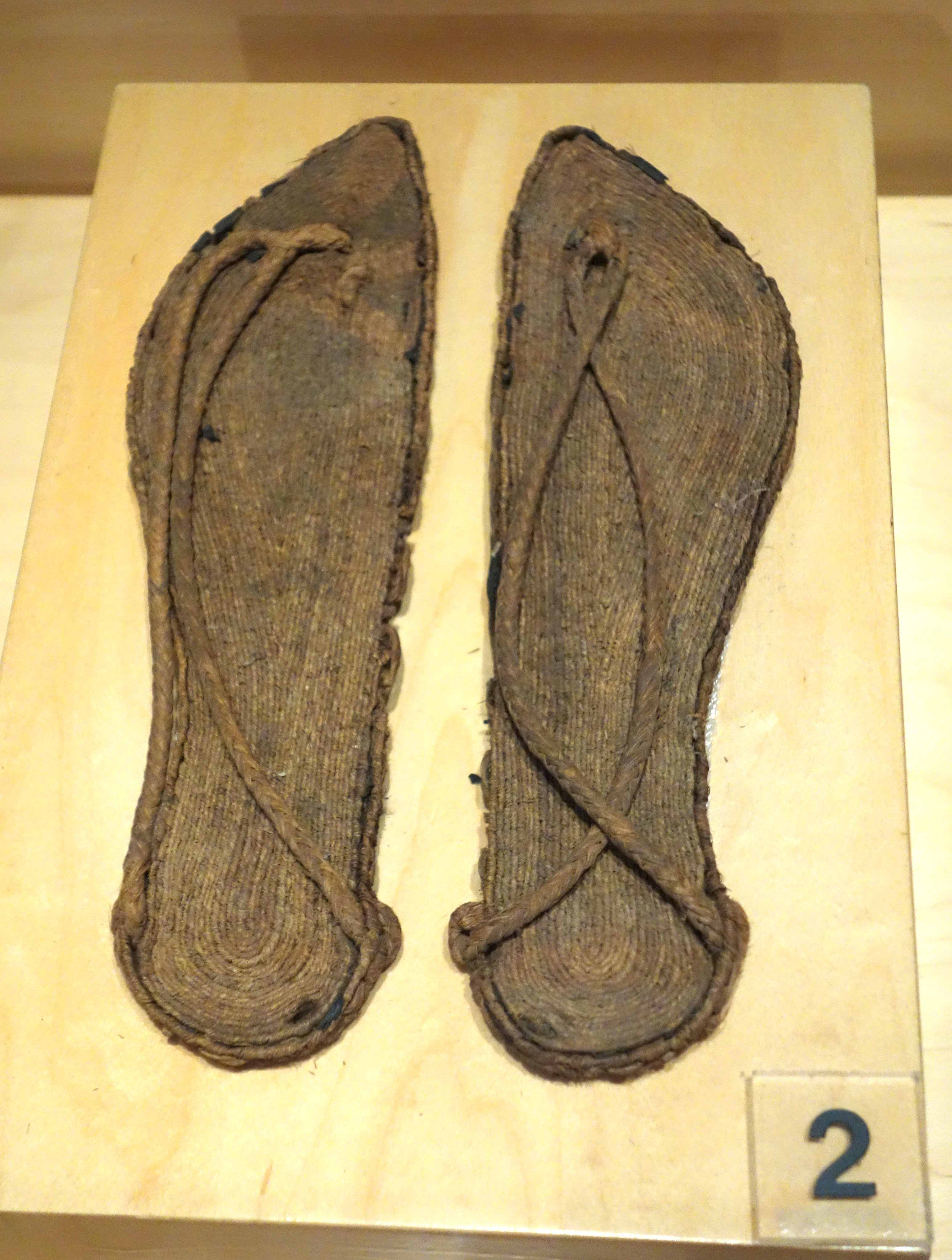
فردين من الصنادل القديمة من مصر، مصنوعة من ألياف نباتية.

 رودوبيس (باليونانية: Rhodôpis) هي حكاية قديمة عن فتاة يونانية مستعبدة تزوجت من ملك مصر. تم تسجيل القصة لأول مرة من قبل المؤرخ اليوناني سترابو في أواخر القرن الأول قبل الميلاد أو أوائل القرن الأول الميلادي، وتعتبر أقدم نسخة معروفة من قصة «سندريلا». يمكن إرجاع أصول شخصية الحكاية الخيالية إلى القرن السادس قبل الميلاد الحتيرة رودوبيس.

## حبكة
تم تسجيل القصة لأول مرة من قبل الجغرافي اليوناني سترابو (64 أو 63 ق.م - 24 م) في كتابه جغرافيكا (الكتاب 17، 33)، والذي كتب في وقت ما بين حوالي 7 ق.م وحوالي 24 م
 يروون القصة الرائعة التي تقول إنها عندما كانت تستحم، انتزع نسر أحد صندلها من خادمتها وحمله إلى ممفيس؛ وبينما كان الملك يقيم العدل في الهواء الطلق، عندما وصل النسر فوق رأسه، ألقى الصندل في حجره؛ وأرسل الملك، مدفوعًا بالشكل الجميل للصندل وغرابة الحدث، الرجال في جميع الاتجاهات إلى البلاد بحثًا عن المرأة التي كانت ترتدي الصندل؛ ولما وُجدت في مدينة نوكراتيس ، عاشت في ممفيس، وأصبحت زوجة للملك. 
وفي رواية أخرى كانت رودوبيس جارية من تراقيا جميلة، تعمل في منزل سيدها المصري. على الرغم من كونه لطيفًا معها، إلا أن سيدها، الذي يقضي معظم وقته في النوم، غافل تمامًا عن سوء المعاملة التي أجبرت على تحملها من قبل العبيد الآخرين. في الواقع، إنهم يسخرون من مكانتها كأجنبية وبشرتها اللطيفة، وبالتالي يخضعونها لأوامر قمعية مستمرة. بعد أن شاهدها وهي ترقص بمفردها بمهارة كبيرة، أعطاها زوجًا من النعال الذهبية الحمراء، مما أدى، دون علمها، إلى تفاقم سلوك العبيد الآخرين تجاهها أكثر.
في أحد الأيام، دعا الملك أماسيس شعب مصر إلى احتفال مثير للإعجاب أقامه في مدينة ممفيس. العبيد الآخرون يعرقلون مشاركة رودوبيس، ويأمرونها بإكمال قائمة طويلة من الأعمال المنزلية غير الممتنة. عندما جلست بجانب النهر لغسل الملابس، تبلل أحد نعالها وخلعته وتركته يجف في الشمس، فجأة غاص الصقر حورس للأسفل، وأمسك بأحد النعال وطار به بعيدًا. وضعت رودوبيس النعال الآخر في ملابسها.
خلال الاحتفال في ممفيس، جاء الصقر طائرًا وألقى النعال في حجر الملك. عندها أدرك الملك أن هذه علامة من حورس، أمر جميع الفتيات في المملكة بتجربة النعال وأن يتزوج من التي تناسب قدمها النعال.
قاده بحث الملك عن صاحب النعال في النهاية إلى منزل رودوبيس. على الرغم من أن رودوبيس اختبأت عندما رأت مركب الملك، إلا أنه رصدها وطلب منها أن تحاول ارتداء النعال. بعد أن أثبتت أنها تناسبها، أخرجت الأخرى، وأعلن الملك أنه يريد الزواج منها.

## السياق التاريخي
وفقًا لبعض العلماء، تزوج الملك أماسيس بالفعل من جارية يونانية تدعى رودوبيس، مما جعلها ملكة. وفقًا لآخرين، على الرغم من أنها لم تصل إلى حد الزواج من الملك، إلا أنها لا تزال تعيش حياة مريحة بشكل خاص